# David Kibet
David Ruto Kibet (Burnt Forest, 24 november 1963) is een voormalig Keniaans middenlangeafstandsloper, die gespecialiseerd is in de 1500 m. Hij werd Afrikaanse kampioen en meervoudig Keniaans kampioen.
Zijn eerste succes boekte hij in 1989 met het winnen van de 1500 m bij de Oost- en Centraal Afrikaanse kampioenschappen. Het jaar erop werd hij nationaal kampioen op deze afstand, een titel die hij ook in 1991 en 1993 zou behalen. In 1990 won hij een bronzen medaille bij de Afrikaanse kampioenschappen. Hij finishte als tiende in de finale bij de Olympische Zomerspelen 1992 in Barcelona en zevende op bij de wereldkampioenschappen atletiek 1991.
Hij won de Olso Dream Mile in 1992. Daar versloeg hij wereldkampioen Noureddine Morceli. In 1992 had hij tijdelijk het Keniaans record in handen op de 1500 m met een tijd van 3.32,13 minuten. In 1993 won hij de 1500 m bij de Afrikaanse kampioenschappen.

## Titels
- Afrikaans kampioen 1500 m - 1993
- Oost- en Centraal afrikaans kampioen 1500 m - 1989
- Keniaans kampioen 1500 m - 1990, 1991, 1993

## Persoonlijke records
| Onderdeel | Prestatie | Datum            | Plaats |
| --------- | --------- | ---------------- | ------ |
| 1.500 m   | 3.32,13   | 6 september 1992 | Rieti  |
| 1 mijl    | 3.52,48   | 22 juli 1994     | Oslo   |
| 2.000 m   | 5.01,55   | 8 juni 1995      | Rome   |

## Palmares

### 1500 m
- 1990:  Afrikaanse kamp. - 3.41,49
- 1991: 8e in serie WK indoor - 3.47,33
- 1991: 7e WK - 3.36,03
- 1992: 10e OS - 3.42,62
- 1993:  Afrikaans kamp. - 3.45,67
- 1993: 10e in  ½ fin. WK - 3.44,92 (in kwal. 3.42,98)
- 1993: 9e Grand Prix Finale - 3.38,65
- 1995: 11e Grand Prix Finale - 3.36,79